# A horvátok eredete
A horvátok eredete már több száz éve foglalkoztatja a történészek, nyelvészek és amatőrök jelentős részét, melynek új lendületet adott a független horvát állam 1991 közepén történt megalakulása. Az 1970-es évektől a régi temetőkből származó koponyák jellemzőit vizsgáló kutatások, majd antropogenetikai kutatások eredményei alapján az ókortól napjainkig a horvátok lakta területen ugyanaz a genotípus uralkodott, annak ellenére, hogy különböző populációkról volt szó. A legújabb genetikai kutatások azonban kimutatták, hogy a szláv genetikai jegyek hordozói fokozatosan vándoroltak be az eurázsiai sztyeppékről, így a horvátok az R1a „szláv” haplocsoport hordozóinak csak körülbelül egyharmadával rendelkeznek. További harmadát a „dinári” I1b haplocsoport, a maradékot pedig a Nyugat-Európára, illetve csak a Balkánra jellemző haplocsoportok teszik ki. Körülbelül 1 százalékuk rendelkezik a K (M 9) haplocsoport hordozóival, amelyről azt feltételezik, hogy a késő ókorban Délkelet-Ázsiából érkeztek a horvátok által lakott területre.
Ivan Mužić rámutat, hogy bár a horvátok összességében genetikailag nem sok szláv vonással rendelkeznek, a horvát államiság kialakulásának helye jól bizonyíthatóan Liburniában, vagyis Lika tágabb térségében, az Észak-Adria tengerparti területeinek közelében található.  Az Adriának ezt a térségét a 8. századra többségben már szlávok lakták, akiknek uralma fokozatosan átterjedt a túlnyomórészt dalmát őslakosok által lakott területekre, amely a hosszú római uralom ellenére túlnyomórészt nem romanizálódott. Idővel a két csoport tagjai egy nemzetté olvadtak össze. A horvátok etnogeneziséről az első leírást a 13. században Tamás főesperes készítette, aki szerint a Horvátország területét leigázó vezető törzs (latinul: tribus nobilum) Lengyelország területéről vándorolt be és a bennszülött lakossággal egyesülve a jövevényekből végül egy nép lett egy nyelvvel. A Szávától északra fekvő területeket a középkortól fokozatosan népesítette be a horvát lakosság.

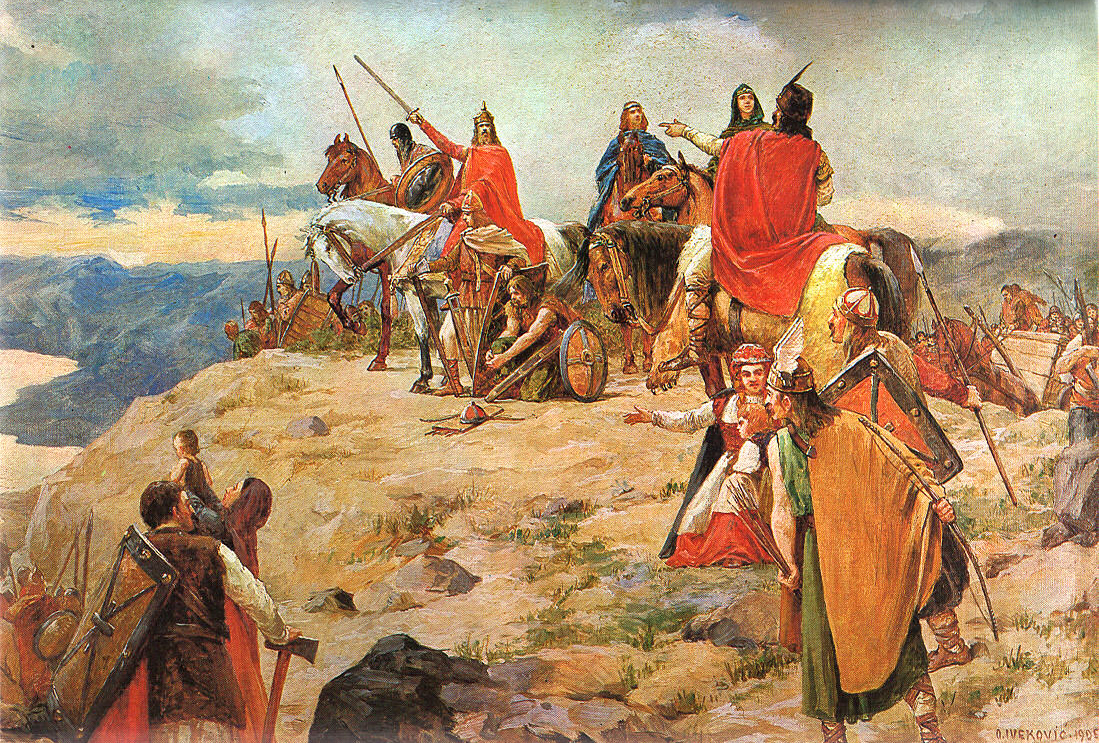
A horvátok megérkezése a tengerhez Oton Iveković festményén

## A horvátetnogenezis
A mai horvát nemzet kialakulását több összetevő, illetve időszak befolyásolta:
- a prehisztorikus összetevő a 40 000 évvel ezelőtti, kőkorszakból, a fiatalabb neolitikus kultúrák, mint például az időszámításunk előtt 4700 és 3900 között virágzott Danilo-kultúra, és a kőrézkori kultúrák, mint az i.e. 3000 és 2200 közötti Vučedoli kultúra.[4]
- a protohisztorikus összetevő, amely magában foglalja az őslakosokat, például az illíreket (beleértve a tengermelléki dalmátokat és a liburnokat, valamint a pannon törzseket a kontinentális Horvátországban); a kelta vagy vegyes kelta-illír népeket, mint például a japodokat, tauriscusokat és scordiscusokat,[4] valamint az i. e. 4. században az Adriai-tenger szigetein és partján létező néhány görög kolónia lakosságát
- a római hódítás okozta klasszikus ókori komponens, amely magában foglalta az ókori illír népet, valamint a római gyarmatosítókat és légiósokat,[5] és ebben az időben a római Dalmácia provincia határán átmenetileg iráni nyelvű jazigok is tartózkodtak.[6]
- a hunok által elindított népvándorlási időszakból származó késő ókori-kora középkori komponens, amelynek Horvátországban az első szakaszába soroljuk a vizigótokat és a rövid ideig itt tartózkodó szvébeket, valamint a keleti gótokat, a gepidákat és longobárdokat, akik megalakították a rövid életű Osztrogót Királyságot (493-553),[6] A második szakaszban jött a nagy szláv népvándorlás, amely elsősorban az avar hódításhoz kapcsolódik.[6] Dalmácia akkori földműves lakosságának nagy része a korábban latinul beszélő vlachoktól vagy morlákoktól származott.
- végül az utolsó a középkor-újkori komponens, amely magába foglalta a magyarok és a velenceiek jelenlétét. A 14. század után a fekete halál, a 15. század végén pedig az oszmán invázió miatt a horvát etnonimia a történelmi horvát területekről Nyugat-Szlavóniáig terjedt, aminek következtében Zágráb lett a Horvát Királyság fővárosa, és beépült e terület népesedési etnogenezisébe.[6] Az oszmán invázió számos népességvándorlást idézett elő a Balkánon és Horvátországban, például a szerbek és a vlachok vándorlása,[7] de a közelgő világháborúk és társadalmi események is befolyásolták a horvát etnogenezist.

## Történeti források

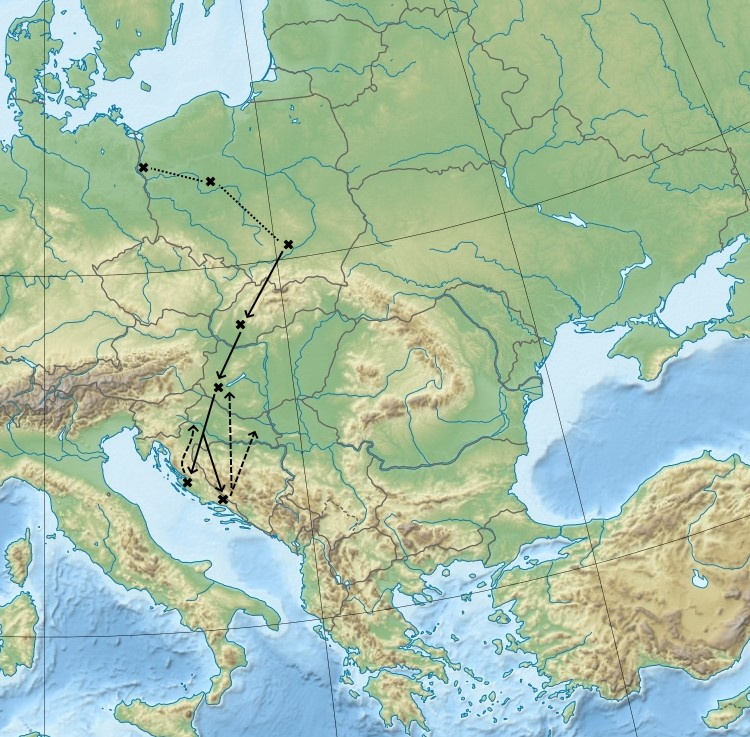
A kora középkori horvátok feltételezett vándorlási útvonalai Lengyelországból a mai Szlovákián és Magyarországon keresztül vezető úton, majd a 10. századra fokozatosan terjeszkednek Bosznia-Hercegovina kontinentális területén, végül a 11. század után Észak- és Kelet-Horvátországba. (Mario Šlaus szerint).

A horvátok egy adott törzsre vonatkozó említése a 9. század előtt még nem teljesen bizonyított. Az első kétségtelen forrás VII. Kónsztantinosz bizánci császár De administrando imperio című munkája, mely szerint a fehér horvátoktól elszakadt a horvátok egy csoportja, akik Fehér-Horvátországban éltek, és saját akaratukból érkeztek, vagy Hérakleiosz bizánci császár (610-641) hívta őket Dalmáciába, ahol harcoltak és legyőzték az avarokat, végül megszervezték saját fejedelemségüket A műben közölt legenda szerint öt fiútestvér,  Κλουκας (Kloukasz), Λόβελος (Lobelosz), Κοσέντζης (Koszentzisz), Μουχλώ (Mouchlo),  és Χρωβάτος (Chrobatosz), valamint két lánytestvér Τουγά (Touga) és Βουγά (Bouga) vezette őket. Akkori arkhónjuk Porga apja volt, és Porga uralma alatt, a 7. században keresztelkedtek meg.
A régi történeti források nem adnak pontos jelzést e korai horvátok etnikai hovatartozásáról. VII. Konstantin sem azonosítja a horvátokat a szlávokkal, és nem mutat rá a köztük lévő különbségekre. Nyesztor orosz krónikás Régmúlt idők elbeszélése című krónikájában a fehér horvátokat a Visztula folyó mentén élő nyugati szlávokkal azonosította, akik más horvátokkal pedig a keleti szláv törzsszövetségben élnek. A dukljai pap krónikája a horvátokat azokkal a gótokkal azonosítja, akik azután maradtak fenn, hogy Totila király elfoglalta Dalmácia tartományt. Hasonlóképpen Tamás főesperes is megemlíti a Historia Salonitana című művében, hogy hét-nyolc nemesi törzs, akiket „Lingonesnek” nevezett, Lengyelországból érkezett, és Totila vezetésével Horvátországban telepedett le.

## Tudományos elméletek
Az alábbiakban a horvátok eredetére vonatkozó legfontosabb elméleteket foglaljuk össze:

### A szláv eredet elmélete
A szláv elmélet, más néven pánszláv elmélet, arról szól, hogy a szlávok Lengyelországból érkeztek Illyricumba, legalább a 12. század óta létezik. A horvát történetírás a 17. századtól való fejlődésével realisztikusabb lett, és a horvátokat azon szláv csoportok közé sorolta, amelyek a népvándorlás idején telepedtek le mai hazájukban.  VII. Konstantin császár munkásságát különösen a 17. századi történész, Ivan Lučić kutatta,, aki arra a következtetésre jutott, hogy a horvátok a Kárpátok másik oldalán, a mai Lengyelország területén fekvő Fehér-Horvátországból származtak. Ezzel a nézettel a történészek többsége ma is egyetért.
A 19. század végén a történetírásra a legjelentősebb hatást a Franjo Rački, valamint a Josip Juraj Strossmayer püspök körüli szellemi és politikai kör gyakorolta. Rački nézete a horvátok és a szerbek egységes érkezéséről a „részben üres hazába” jól illeszkedik a jugoszlávizmus és pánszlávizmus ideológiájába. Rački gondolatait továbbfejlesztette Ferdo Šišić történész „A horvátok története a horvát uralkodók korában” (1925) című alapművében . A művet a későbbi történetírás alapkövének tekintik . Az első és a második jugoszláv államban azonban a pánszláv elmélet a politikai kontextus miatt különös hangsúlyt kapott, és ez volt az egyetlen hivatalosan elfogadott elmélet a rezsim által, míg más elméleteket, amelyek nem a szláv eredetet képviselték, figyelmen kívül hagyták és nem fogadták el sőt támogatóikat is (Milan Šufflay, Kerubin Šegvić, Ivo Pilar) politikai okokból üldözték. A hivatalos elmélet figyelmen kívül hagyott néhány történelmi forrást is, mint például VII. Konstantin beszámolóját, és úgy ítélte meg, hogy a horvátok és a szerbek ugyanaz a szláv nép, amely egy és ugyanazon vándorlásban érkezett, és nem hajlandók figyelembe venni az elmélettől idegen elemeket.  Voltak olyan jugoszláv tudósok, mint Ferdo Šišić és Nada Klaić, akik megengedték bizonyos elemek nem szláv eredetét a horvát etnogenezisben, de általában a pannóniai avarokhoz és bolgárokhoz kapcsolódtak. A pánszláv elmélet egyik fő nehézsége a horvát etnonim volt, amelyet nem lehetett a szláv nyelvből származtatni.  Radoslav Katičić kiterjedt folklór- és egyéb tanulmányai szerint a horvátok szlávsága valamint egyes szláv őshonos elemek fennmaradása megkérdőjelezhetetlen, míg etnonimájuk iráni eredete a legkevésbé valószínű.  Ezzel a következtetéssel más tudósok is egyetértettek, mint például Ivo Goldstein.

### Az autochton szláv elmélet

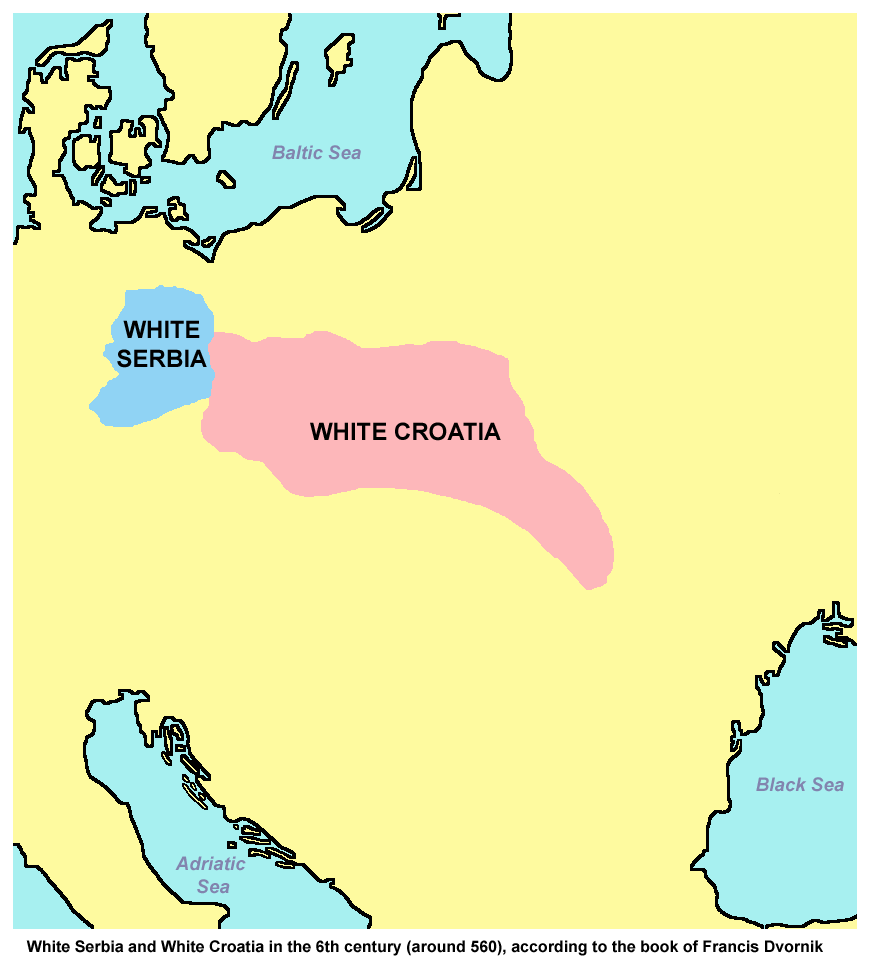
Fehér-Horvátország és Fehér-Szerbia elhelyezkedése 560 körül Francis Dvornik könyvéből

Az autochton szláv elmélet a horvát reneszánsz idejére nyúlik vissza, amikor ezt az elméletet Vinko Pribojević és Juraj Šižgorić támogatta. Kétségtelen, hogy a horvát nyelv a szláv nyelvek közé tartozik, de úgy vélték, hogy Illyricumban a szlávok őshonosak, őseik pedig a régi illírek voltak. Az elmélet a dalmáciai humanisták körében alakult ki, és olyan kora újkori írók, mint Matija Petar Katančić, Mavro Orbini és Pavao Ritter Vitezović is elfogadták. Ezt a kulturális és romantikus eszmét különösen az illír nemzeti mozgalom és vezetőjük, Ljudevit Gaj szorgalmazta a 19. században.
Az autochon modell szerint a szlávok őshazája az egykori Jugoszlávia területén volt, és inkább észak és nyugat felé terjedtek el, mint fordítva. Az elmélet Ivan Mužić által kidolgozott revíziója azt állítja, hogy megtörtént a szlávok vándorlása északról, de a szláv telepesek tényleges száma kicsi volt, és hogy a horvátok kialakulásában az őshonos etnikai szubsztrátum uralkodott. Az elmélet ellentmond és nem válaszol a szláv nyelv uralkodó jelenlétére Nehéz rekonstruálni azt a társadalmi és nyelvi helyzetet, amely a preszláv lakosságot létrehozta, különösen, ha elfogadjuk azt az elméletet, miszerint a szlávok bejövetele idején az őslakos népesség uralkodó volt, mégis elfogadta a kisebbségi szláv jövevények nyelvét és kultúráját. Ez a forgatókönyv csak azzal magyarázható, hogy a Nyugatrómai Birodalom bukása után a bennszülött romanizált lakosság kulturális és etnikai identitása torzulhatott, és hogy az új szláv nyelvet és kultúrát tekintélyes idiómának tekintették, amit muszáj volt elfogadni, vagy el akarta fogadni. A 20. században elvetették azt a feltevést, miszerint az illírek egy etnolingvisztikailag homogén entitás, és a szláv őshaza duna-medencei hipotézisét alátámasztó tudósok szerint egyes protoszláv törzsek már a szlávok Délkelet-Európába való vándorlása előtt is léteztek.
Ezt az elméletet azonban tudományosan cáfolták és elvetették.

### A gót elmélet
A gót elmélet, amely a dukljai pap és Tamás főesperes 12. és 13. századi munkáira utal vissza anélkül, hogy kizárná, hogy néhány gót szegmens túlélhette az Osztrogót  Királyság összeomlását, és bekerült a horvát etnogenezisbe, szinte semmilyen konkrét bizonyítékon nem alapul, amely azonosítaná a horvátokat a gótokkal. 1102-ben a Horvát Királyság perszonálunióra lépett a Magyar Királysággal. Úgy gondolják, hogy a horvátok gótokkal való azonosítása egy helyi, a horvát Trpimirović-dinasztiával kapcsolatos mítoszon alapul, amely a 11. századból származik, párhuzamba állítva a magyar Árpád-ház mítoszát, miszerint Attila hun vezértől származik. .
Egyes tudósok, például Nada Klaić úgy vélték, hogy Tamás főesperes megvetette a szlávokat/horvátokat, és a gótokkkal azonosítva barbárként akarta leértékelni őket, azonban a reneszánsz idejéig a gótokat nemes barbároknak tekintették a hunokhoz, avarokhoz, vandálokhoz, a longobardokhoz, valamint a magyarokhoz és a szlávokhoz képest, és mint ilyeneket, nem azonosították őket a gótokkal  Másfelől Tamás főesperes munkájában a kezdeti hangsúly a salonaiak hanyatlásán van, és az új jövevények gótok/horvátok megjelenését tulajdonképpen Isten csapásának tekintették a bűnös rómaiak számára

### Az iráni elmélet
Az iráni, más néven iráni-kaukázusi elmélet 1797-re datálható, másfelől Josip Mikoczy-Blumenthal doktori disszertációján alapszik, aki – mivel a disszertáció 1918-ban titokzatosan eltűnt, és csak egy rövid áttekintést őriztek meg – úgy vélte, hogy a horvátok a szarmatáktól származnak, akik az északnyugat-iráni médek leszármazottai voltak.  1853-ban fedezték fel a Tanaiszi-táblákat. A táblákat görögül írták és a görög Tanaisz kolónián készítették őket a Kr.u. 2. század végén és a 3. század elején, abban az időben, amikor a kolóniát szarmaták vették körül A nagyobb feliraton a vallási gyűlés atyja Horouathon és fia Horoathu, míg a kisebbik feliraton Horoathos, Sandarz fia, a tanaisziak arkhónja szerepel., amely a horvát Hrvat-Horvat népnév szokásos változatára emlékeztet. Egyes tudósok ezeket a táblákat csak az etimológia magyarázatára használják, és nem feltétlenül a horvátok eredetének egyik bizonyítékaként.
Az iráni elmélet a 20. század első felében három, kezdetben egymástól független területről, a történeti-filológiai, a művészettörténeti és a vallástörténeti irányból került be a történettudományba. Az utóbbi kettőt művészettörtészek (Luka Jelić, Josef Strzygowski, Ugo Monneret de Villard) és vallástörténészek (Johann Peisker, Milan Šufflay, Ivo Pilar) támogatták. A szláv-iráni kulturális összefüggésekre a modern etnológusok hívták fel a figyelmet, mint például Marijana Gušić, aki a szlavóniai Gara Ljelje rituáléjában figyelt fel a pontusi-kaukázusi-iráni szféra kulturális hatására. Az iráni származású kulturális és művészeti jellegzetességeket, beleértve a vallási szféra jellegzetességeit is, azonban elég nehéz meghatározni. A sztyeppvidékeken leginkább a szászánida (224-651) hatások voltak érezhetőek.

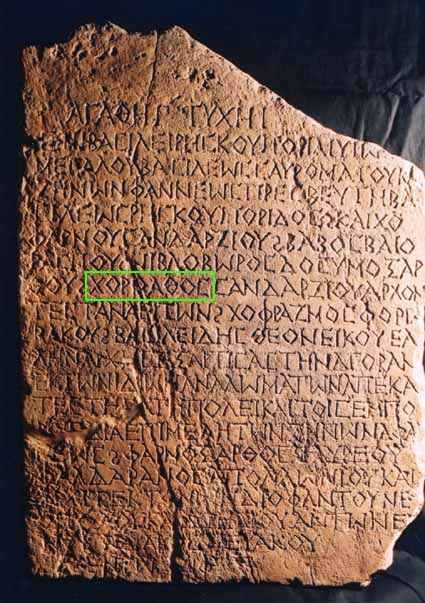
A Tanaiszi tábla a Χοροάθος (Horoáthos) név kiemelésével

Az első tudós, aki a tanaiszi táblaneveket a horvát etnonimával kapcsolta össze, A. L. Pogodin volt 1902-ben. Az első, aki az iráni származást felvezette Konstantin Josef Jireček volt 1911-ben. Az iráni eredetről tíz évvel később Al. I. Sobolevski adta ki az első részletes elméletet, amely alapvetően máig sem változott. Ugyanebben az évben Fran Ramovš önállóan, Max Vasmer a „Horoathos” név iráni értelmezéséből arra a következtetésre jutott, hogy a korai horvátok egyike azon szarmata törzseknek, amelyek a nagy népvándorlás során a Kárpátok külső peremén (Galícia) a Visztulához és az Elbához előrenyomultak. Az iráni eredetre vonatkozó csaknem végleges és egyben legrészletesebb elméletet 1935-ben Ljudmil Hauptmann szlovén akadémikus adta ki. Hauptmann úgy vélte, hogy az iráni horvátok a hunok inváziója után 370 azután, hogy a hunok átkeltek a Volgán és a Don folyónál megtámadták az iráni alánokat, elhagyták eredeti szarmata földjüket, a Kárpátoktól északra fekvő pusztákra és a szlávok közé érkeztek, ahol fokozatosan elszlávosodtak. Ott az antok törzsi államhoz tartoztak mindaddig, amíg 560-ban az avarok meg nem támadták az antokat, majd végül 602-ben elpusztították a törzset. Hauptmann elméletét ezt követően Francis Dvornik, George Vernadsky, Roman Jakobson, Tadeusz Sulimirski és Oleg Trubacsjov is támogatta. Omeljan Pritsak a korai horvátokat alán-iráni eredetű klánnak tartotta, amely az avaroknál béke idején határőr-kereskedő társadalmi szerepet töltött be, míg R. Katičić úgy vélte, nincs elég bizonyíték arra, hogy a nem szláv horvátok elitként uralkodtak volna az avarok uralma alatt álló többi szlávok felett. 
A tanaiszi táblákon szereplő személyneveket egy szarmata törzs egy bizonyos népcsoportja prototípusának tekintik, amelyből azok a személyek származtak és ma is általánosan elfogadott, hogy a horvát név iráni eredetű,  ez pedig a tanaiszi-táblákra vezethető vissza Maga az etimológia azonban nem elég erős bizonyíték. Az elméletet tovább magyarázza, hogy az avarok 602-ben megsemmisítették az antok törzsszövetségét, és hogy a korai horvátok vándorlása és az azt követő, dalmáciai avarokkal vívott háború (Hérakleiosz uralkodása alatt 610-641) az avarok antok elleni háborúja folytatásának tekinthető..  Az a tény, hogy a korai horvátok színekkel jelölték meg az alapvető irányokat, így a fehér (nyugati) horvátokat és Fehér-Horvátországot és a vörös (déli) horvátokat szintén a széles körben elterjedt sztyeppei néphagyomány maradványait jelzi. A horvát legenda heterogén összetétele, amelyben szokatlanul két női vezető, Touga és Bouga is szerepel, azt jelzi, amit a tényleges régészeti leletek is megerősítettek - a szarmaták és szkíták között amazonoknak nevezett „harcos nők” is voltak. Trubacsjov megpróbálta megmagyarázni a horvát népnév eredeti formáját is a  „xar-va (n) t” (nőnemű, nőkben gazdag) melléknévből, amely a szarmaták indoárja „sar-ma n” nevének etimológiájából származik. A nőnemű „t” jel mind az indoiráni, mind az iráni melléknév utótagjában -ma (n) t / wa (n) t,  az indoárja és indoiráni „sar” (nő) szóban jelen van, amely az irániban „har”-t ad.

Az ókori perzsa Harauvatiš tartomány helyzete a térképen a mai határokkal

Egy másik értelmezést tett közzé a tudós Jevgenyij Pascsenko, aki úgy vélte, hogy a horvátok a csernyahovi kultúrához tartozó népcsoport heterogén csoportja, a többségében szlávok és szarmaták, de gótok, géták és dákok többnemzetiségű kulturális keveréke. Kölcsönös kapcsolat volt a szláv és az iráni nyelv és kultúra között, ami például a helynévadásban is látható. Mint ilyen, a horvátok népcsoportjában nem feltétlenül kell egy különleges, vagy akár homogén törzset látni, hanem egy heterogén iráni eredetű, vagy jellegű népcsoport archaikus vallását és mitológiáját, akik a Hors napistenséget imádták, amelyből a horvát népnév is származhat.  Az iráni elmélet egy másik, radikálisabb, iráni-perzsa elméletének megalkotója Stjepan Krizin Sakač volt, aki bár bizonyos kérdésekben egyetértett, a horvát népnevet egészen az Óperzsa Birodalom (Kr. e. 550–330) Arachosia régiójáig (Harahvaiti, Harauvatiš) és népeiig igyekezett követni.  A látszólagos hasonlóság azonban etimológiailag téves. Ennek ellenére az elméletnek sok támogatója volt, és megpróbálták továbbfejleszteni, de az érveket általában túl messzemenőnek, tudománytalannak és szlávellenesnek tartják.

### Az avar elmélet
Az avar, más néven avar-bolgár, bolgár vagy türk elmélet a 19. század végére és a 20. század elejére datálható, amikor az ír származású angol történész John Bagnell Bury felfigyelt az öt testvérről (és két nővérről) szóló horvát legenda és a Kuvrat öt fiáról szóló bolgár legenda közötti hasonlóságra.  Úgy vélte, hogy a fehér horvátokat jelölő „Chrobatos” és bolgárok vezére „Kuvrat” a bolgár népcsoportból származó ugyanaz a személy, valamint a horvát „bán” címet I. Baján avar kagán és Kuvrat fia, Batbaján személynevéből származtatta. Hasonlóképpen az angol amatőr történész és geológus Henry Hoyle Howorth azt állította, hogy a fehér horvátok egy bolgár etnikumú harcos népcsoport, akik a pannóniai avarok kiűzése miatt jutottak földhöz a Nyugat-Balkánon Kovratnak az Avar Kaganátus elleni felkelését követően. 
Az elméletet később Otto Kronsteiner dolgozta ki 1978-ban. Megpróbálta bebizonyítani, hogy a korai horvátok egy avar eredetű felső kaszt, amely a 7. és 8. század folyamán keveredett a szláv nemességgel, és elhagyta avar nyelvét. Dolgozata érveiként a horvát népcsoport tatár-baskír származását hozta fel, valamint hogy a horvátokat és az avarokat szinte mindig együtt említik. Érvként hozta fel még az avar típusú települések elterjedését ott, ahol a horvát népnév helynévként szerepelt, mint például a karintiai „pagus Crouuati” és „Kraubath” Stájerországban. Szerinte ezeknek a településeknek avar nevei voltak -iki (-itji) utótaggal,  és ezeknek a településeknek az ura az avar bán volt, akinek a neve a települések központjában meg is található, mint például Faning/Baniče Karintiában és Fahnsdorf/Bansdorf Stájerországban, a mongol-török eredetű kagán mellett pedig a „bán”, a „kasazes” és a „zsupán” is avar méltóságnevek voltak. Korábban egyes jugoszláv történészek az Obrov(ac) helynevet is avar eredetűnek tartották. Kronsteiner állításait Nada Klaić és sokan mások is elfogadták, Klaić például a fehér horvátok ősi hazáját Karintiába helyezte.

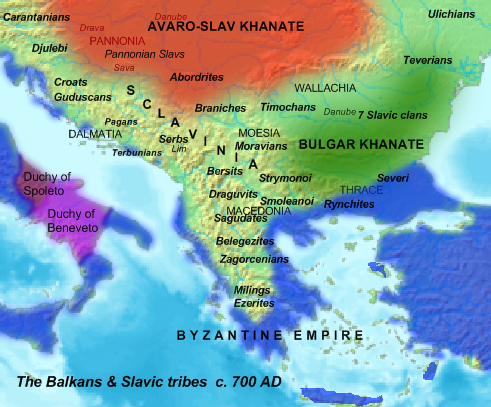
A délszláv törzsek és az Avar Kaganátus 700. körül

Peter Štih és más mai tudósok szerint azonban Kronsteiner érvei egyszerű feltételezések voltak, amelyeket a történészek nem fogadhatnak el objektív bizonyítékként Az etimológiai származtatás is egy a sok közül, és nem általánosan elfogadott, a horvátokat ugyanis az avarok mellett csak VII. Konstantin művében említik, de mindig az avarok ellenségeiként, akik lerombolták uralmukat és elűzték őket Dalmáciából,  továbbá a felhozott településeken elterjedt utótag a szláv „-ići”. További érvei, hogy a települések nem körkörös avar típusú berendezkedésűek, és nem is lehettek báni székhelyek, mivel nagyon kicsik, és nem találhatók fontos kereszteződésben vagy földrajzi helyen. A felhozott címek eredete és származtatása is megoldatlan, mivel az avarok nyelve nem ismert,  az Obrov tövű helynevek pedig a délszláv „obrovati” (árkot ásni) igéből származnak, és többnyire későbbiek, a 14. századból valók.
Az elméletet Walter Pohl fejlesztette tovább. Felhívta a figyelmet a gyalog-mezőgazdasági (szláv) és a lovas-nomád (avar) hagyomány közötti különbségre, de nem cáfolta, hogy a helyzet olykor éppen az ellenkezője volt, és sokszor a források sem tettek különbséget a szlávok és az avarok között. Kezdetben osztotta a Bury véleményét Kuvrat és Chrobatos nevéről és legendáiról, valamint a két nővér említését, amelyeket további elemként értelmeztek, hogy az „anyai vonalon” csatlakoztak a szövetséghez, és megjegyezte, hogy a hetes szám szimbolikájával gyakran találkozunk a sztyeppei népeknél. Pohl megjegyezte, hogy Kronsteiner érdeme az volt, hogy a korábban megszokott „etnikai” etnogenezis helyett „társadalmi” etnogenezist javasolt. Mint ilyen, a horvát név nem népnév, hanem társadalmi megjelölése a különböző származású elit harcosok egy csoportjának, amely az Avar Kaganátus határán uralkodott a meghódított szláv lakosság felett, de a megnevezés végül népnévvé vált, melyet a szláv népcsoportokra alkalmaztak. A határra vonatkozó állítás csak részben igaz, mert bár a horvátokat a kaganátus határán emlegették, ők többnyire a határon kívül voltak, nem pedig a határokon belül. Nem támogatta Kronstenier származtatását, és az etimológiát sem tartotta fontosnak, mivel lehetetlen megállapítani az „eredeti horvátok” etnikai eredetét, így a „hrvat” nevet társadalmi kategóriaként fogta fel.
A történészek és régészek mindeddig arra a következtetésre jutottak, hogy a tulajdonképpeni Dalmáciában (beleértve Likát) soha nem éltek avarok, hanem valahol Pannóniában voltak a szállásaik. Horvátországon belül hiányoznak a hiteles avarkori régészeti leletek, így a türk etnikai összetevő valószínűleg elhanyagolható volt. Az utóbbi időben egy inkább törökbarát (fehér ogurok) elméletet Osman Karatay dolgozott ki, de ezt az elméletet nem veszik figyelembe, mivel gyakran figyelmen kívül hagyta a létező történettudományi műveket.  Figyelembe véve a boszniai muszlimok török eredetét is, a munkát inkább a boszniai muszlimok és Törökország közötti kapcsolatok népszerűsítésére tett kísérletnek tekintik.

## Antropológiai vizsgálatok
Mario Šlaus a zárai egyetem professzora középkori közép-európai régészeti lelőhelyek 1998-2004-es kraniometriai (koponyméret) vizsgálatai szerint négy dalmát és két bosnyák lelőhely lengyel lelőhelyek, két kontinentális horvát (avar-szláv) lelőhely a Dunától nyugatra eső magyar lelőhelyek csoportjába, míg a két, a Bijelo Brdo-kultúrából származó lelőhely az osztrák, cseh és szlovén szláv lelőhelyek csoportjába került besorolásra. A szkíta-szarmata lelőhelyekkel való összehasonlítás nem mutatott jelentős hasonlóságot a koponya morfológiájában, és nem támasztották alá az avar határőrök elképzelését sem. Az eredmények azt mutatják, hogy a dalmáciai korai horvát állam népe szláv felmenőkkel rendelkezett, akik valahonnan Lengyelországból, valószínűleg a Nyitra  - Zalaszabar  - Nin útvonalon érkeztek, és fokozatosan terjedtek el, előbb a 10. században Bosznia-Hercegovina kontinentális hátországában, és a 11. század végére Észak- és Kelet-Horvátország népessége már nem különbözött a Bijelo Brdo-kultura népétől A šopoti (14-15. század) és az ostrovicai (9. század) középkori csontvázmaradványok 2015-ös tanulmányozása során kiderült, hogy más dalmát lelőhelyekkel és lengyelországi lelőhelyekkel is kapcsolatban vannak, és arra a következtetésre jutott, hogy a kelet-adriai partvidék összes lelőhelye szorosan összefügg a koponyamorfológia területén, és így valószínűleg hasonló biológiai felépítésűek voltak.  Az Ukrán Nemzeti Akadémia 2015-ös tanulmánya szerint a Ternopil megyei Zelencse és az Ivano-Frankivszk megyei Halics középkori temetkezési helyei „antropológiai sajátosságokkal” rendelkeznek, amelyek eltérnek a korai szláv volhiniaiak, tiverciek és drevljánok törzseinek közeli lelőhelyeitől, és a legközelebb a nyugati és déli szlávok (csehek, lozuzi szlávok, morvák és horvátok) népességeihez állnak. Ez a tény közös eredetükről tanúskodik.
Az antropológiai és kraniometriai adatok összhangban vannak a történeti forrásokkal, köztük a De administrando beszámolójával, miszerint a dalmáciai horvátok egy része elszakadt és átvette Pannónia és Illyricum uralmát, valamint más régészeti leletekkel, amelyek arra utalnak, hogy a korai horvátok kezdetben nem telepedtek le Alsó-Pannóniában, és hogy a szétválás inkább a politikai uralommal, mintsem az etnikai származással függött össze.  Mások azzal érvelnek, hogy „a bijelo brdo-i és a vukovári temetők aligha tekinthetők a horvátországi észak-horvátországi szláv népesség bizonyítékának”, inkább a 10. században „a magyarok elől menekülő lakosságot képviselik”. 

## Genetikai vizsgálatok

Az I haplocsoport gyakorisága Európában

Genetikailag az Y kromoszóma vonalon a horvátországi horvát férfiak többsége (75%) az I. (38% -43%), R1a (22% -25%) és R1b (8% -9%) haplocsoportba tartozik, míg egy kisebbség (25%) többnyire az E haplocsoportba (10%), mások a J (7% -10%), G (2% -4%), H (0,3-1,8%) és N 1 haplocsoportba tartoznak. Az I2 és R1a alcsoportok elterjedése, szórása és gyakorisága (> 60%) a horvátok körében a középkori szláv terjeszkedéshez köthető, mely valószínűleg a mai Ukrajna és Délkelet-Lengyelország területéről történt. Genetikailag az anyai mitokondriális DNS-vonalon a horvátországi horvátok többsége (>65%) a tizenegy fő európai mtDNS haplocsoport közül háromhoz tartozik - H (45%), U (17,8-20,8%), J (3-11%), míg egy nagy kisebbség (>35%) sok más kisebb haplocsoporthoz tartozik. Az autoszomális IBD-felmérés alapján a szerb-horvát nyelvet beszélőknek igen nagy számban vannak közös ősei, amelyek a mintegy 1500 évvel ezelőtti vándorlási időszakra datálhatók, többek között a kelet-európai lengyel és román-bolgár klaszterekkel. A szláv terjeszkedés okozta, hogy egy kis népesség, amely „a 6. századtól kezdődően alacsony népsűrűségű régiókba terjeszkedett”, mely „nagymértékben egybeesik a szláv nyelvek modern elterjedésével”. Más IBD-vel és keveredésekkel kapcsolatos tanulmányok a déli, keleti és nyugati szlávok között a keveredési események egyenletes folyamatát is találták a szláv terjeszkedés idején és területén, és megállapították, hogy a délszlávok közös ősi balto-szláv összetevője 55-70% között van. 
A mai Horvátország régiója menedékül szolgálhatott az északi lakosság számára az utolsó jégmaximum (LGM) idején. Az Adria keleti partja ekkor sokkal délebbre volt. A tengernek az északi és nyugati részei ekkor még sztyeppék és síkságok voltak, míg a modern horvát szigetek (a paleolit régészeti lelőhelyekben gazdagok) eredetileg dombok és hegyek voltak.  A régiónak sajátos szerepe volt az európai, és különösen a szláv apai genetikai örökség strukturálásában, amelyet az R1a és I túlsúlya, valamint az E-vonalak szűkössége jellemez. A genetikai eredmények nem használhatók fel egy konkrét etnikai komponens bizonyítékaként, de jelzik a szlávok fő szerepét a horvát etnogenezisben .